# 新潟市立木崎小学校
新潟市立木崎小学校（にいがたしりつ きざきしょうがっこう）は、新潟県新潟市北区木崎に所在する市立小学校。

## 沿革
- 1874年（明治7年）3月 - 創立。濁川第2分内島見校と称する[1]。
- 1884年（明治17年）4月 - 誠明小学校と改称。現在の「ありのみ荘」の位置に新築移転する[1]。
- 1886年（明治19年）3月 - 内島見村立尋常木崎小学校と改称する[1]。
- 1909年（明治42年）9月 - 木崎村立木崎尋常小学校と改称する[1]。
- 1920年（大正9年）4月 - 木崎村立木崎尋常高等小学校と改称する[1]。
- 1941年（昭和16年）4月 - 新潟県北蒲原郡木崎村立木崎国民学校と改称する[1]。
- 1947年（昭和22年）4月 - 新潟県北蒲原郡木崎村立木崎小学校と改称する[1]。
- 1948年（昭和23年）4月 - 笹山校・横井校・早通校の三校が分離独立する[1]。
- 1955年（昭和30年）3月 - 新潟県北蒲原郡豊栄町立木崎小学校と改称する[1]。
- 1970年（昭和45年）11月 - 市制施行により、新潟県豊栄市立木崎小学校と改称する[1]。
- 1980年（昭和55年）4月 - 新校舎が完成する[1][2][3][4][5]。
- 2002年（平成14年）4月 - 豊栄市立横井小学校を本校に統合する[1][6]。
- 2005年（平成17年）3月 - 新潟市への合併により、新潟市立木崎小学校と改称する[1]。
- 2020年（令和2年）4月 - 新潟市立笹山小学校を本校に統合する[1][7]。
- 2020年（令和2年）9月 - 校舎改修工事１期（普通教室）[1]。

## 通学区域
#外部リンクを参照。

### 進学先中学校
- 新潟市立木崎中学校

## 交通
- 新潟交通グループ E46系統 「木崎小学校前」バス停から徒歩3分[8]。
- 同グループ 芋黒線 「木崎小グラウンド前」バス停からすぐ[8]。